# Havas Boldogasszony
A Havas Boldogasszony Mária-ünnep augusztus 5-én van. Eredetileg a Szent Szűz római főtemplomának, a négy patriarchalis bazilika egyikének – Beata Maria Virgo ad Nives, ismertebb olasz nevén Santa Maria Maggiore – fölszentelési évfordulója (440). Az ünnep idővel az egyházban is egyetemessé vált. A Müncheni kódex Havi Bódoganya, a Batthyány-kódex naptára pedig Havi Boldog Asszony néven emlegeti.
A legenda szerint a 4. században Libériusz pápa (352. május 17. – 366. szeptember 24.) idejében az örök városban egy János nevű gazdag patrícius és felesége elhatározták, hogy vagyonukat a Szent Szűznek ajánlják fel, aki álmukban megjelent és tudtukra adta, hogy azon a helyen, amelyet másnap hó fog borítani, templomot kell emeljenek tiszteletére. A Szűzanya e szentélyét ezért Havas Boldogasszony-bazilikának is nevezik. A felépített bazilikát Szent III. Szixtusz pápa (432. július 31. – 440. augusztus 18.) díszíttette remek mozaikképekkel annak emlékére, hogy az epheszoszi zsinat 431-ben hittételként hirdette ki Szűz Mária istenanyai méltóságát.

## Havas Boldogasszony-templomok a történelmi Magyarországon
Hazánkban is több templom patrocíniuma a Havas Boldogasszony vagy Havi Boldogasszony.
- A legismertebb Szeged-Alsóváros országos műemléke, a Szeged-alsóvárosi templom.
- Esztergom: Alsódiós (Dolné Orešany), Budapest-Krisztinaváros, Cseszte (Častá), Esztergom (kápolna), Egyházasnádas (Podskalie), Modor (Modra, kápolna), Pozsony (Bratislava, mélykúti kápolna), Selmecbánya (Banská Štiavnica, 1512), Sopornya (Šoporňa), Zebegény (1910)
- Rozsnyó: Rozsnyó (Rožňava, székesegyház 1736)
- Veszprém: Gyenesdiás (kápolna), Ötvöskónyi (kápolna), Rácegres, Somogybükkösd (1754), Tekenye (1748), Újudvar (1894), Zalacsány (kápolna)
- Székesfehérvár: Budakeszi (1733), Úrhida (1767)
- Győr: Táplány, Hidegség (Pap-kert) kápolna
- Szombathely: Németújvár, Vát
- Pécs: Birján (1840), Pécs (kegykápolna), Püspöknádasd (török modorban épített kápolna), Szebény (1827)
- Szerémség (Vajdaság, Szerbia): Pétervárad (Tekija)
- Eger: Kissikátor (1855, előbb Miklós), Jászárokszállás (1838, kápolna), Pásztó (kápolna)
- Vác: Nagykökényes (XVIII. század).
- Kalocsa: Zombor (Sombor, 1788), Zsablya (Zabalj, 1825)
- Csanád: Apátfalva (kápolna), Kisnezsény (Neuzina, 1892), Padé (Padej, 1842), Resicabánya (Reşica, 1841), Szeged (Alsóváros)
- Erdély: Kolozsvár (Cluj), Nyárádselye (Şilia), Csíkszépvíz (Frumoasa)
- Szatmár: Fény (Foeni)